# Истоур
Истоур — деревня в Талицком городском округе Свердловской области, Россия.

## Географическое положение
Деревня Истоур муниципального образования «Талицкого городского округа» Свердловской области находится на расстоянии 14 километров (по автотрассе в 16 километрах) к югу-юго-востоку от города Талица, по обоим берегам реки Ретин (правый приток реки Пышма. В деревне имеется пруд.

## Симеоновская церковь
В 1895 году была построена часовня, которая в 1915 году была перестроена в деревянную, однопрестольную церковь, которая была освящена во имя праведника Симеона Верхотурского.

## Население
| 2002 | 2010 | 2021 |
| ---- | ---- | ---- |
| 111  | ↘69  | ↘56  |